# Wo Long: Fallen Dynasty
Wo Long: Fallen Dynasty — компьютерная игра в жанре action/RPG, разработанная Team Ninja и изданная Koei Tecmo. Релиз игры состоялся 3 марта 2023 года на консолях PlayStation 4, PlayStation 5, Xbox One и Xbox Series X/S, а также Windows. Проект был тепло принят специализированной прессой, получив «преимущественно положительные» оценки на сайте-агрегаторе рецензий Metacritic.

## Сюжет
Согласно синопсису, игрок будет управлять безымянным героем, целью которого будут сражения с монстрами и демонами в мрачной фэнтезийной версии периода Троецарствия.

## Геймплей
В начале игры игрок может создать своего собственного персонажа и выбирать одну из пяти «фаз». Механика сражения строится на комбинировании двух видов атак, а также отражении атак противника. У каждого врага есть «ранг морали», который указывает, насколько сложным будет боевое столкновение. Из более мощных врагов выпадет более ценный лут. После успешного выполнения атак ближнего боя у игрока заполняется шкала духа. Он может провести специальную атаку, используя особые боевые приёмы или применить заклинания стихий. Игроки также могут выбрать одного из пяти «божественных зверей»: цилиня, байху, цинлуна, чжуцюэ или сюаньу. Они могут помогать во время боя или предоставлять пассивные способности с помощью «резонанса божественного зверя».
Как и Nioh, игра по большей части линейна. По мере продвижения по сюжету игроки будут находить боевые флаги, разбросанные по всему миру. Их можно использовать для сохранения или повышения уровня персонажа персонажей (путём распределения опыта т. н. «Подлинного ци») и открытия новых способностей. В отличие от серии Nioh, в Wo Long есть кнопка прыжка, что облегчает исследование мира и сражения с противниками. В игре также присутствует корпоративный мультиплеер, в котором игроки могут призывать друг друга для помощи во время боя.

## Разработка
Первая информация об игре появилась 26 октября 2021 года во время мероприятия, посвящённого 40-летию карьеры президента Koei Tecmo Коу Сибусавы. Разработчики объявили, что в настоящее время студия работает над новой игрой в жанре экшн, основанной на историческом произведение Ло Гуаньчжуна «Троецарствие». Официальный анонс состоялся 12 июня 2022 года на мероприятии Xbox & Bethesda Games Showcase 2022, с подтверждённым релизом на консолях Xbox One и Xbox Series X/S, а также Windows. Вскоре после этого было объявлено о версиях для PlayStation 4 и PlayStation 5.
Разработка Wo Long: Fallen Dynasty началась примерно за два года до её анонса. Проект возглавляют президент Team Ninja Фумихико Ясуда (который руководил Nioh 2017 года, а также её сиквелом 2020 года) и продюсер Масааки Ямагива (наиболее известный работой над Tokyo Jungle и Bloodborne), который присоединился к Team Ninja в середине 2021 года, после его ухода из студии Japan Studio за несколько месяцев до этого. Как и в Nioh, действие Wo Long: Fallen Dynasty происходит во время реальных исторических событий, но разбавлено сверхъестественными элементами, взятыми из китайского фольклора и мифологии. В октябре 2022 года было объявлено, что игра выйдет 3 марта 2023 года.

## Оценки
| Сводный рейтинг       | Сводный рейтинг                        |
| Агрегатор             | Оценка                                 |
| --------------------- | -------------------------------------- |
| Metacritic            | (PC) 79/100 (PS5) 80/100 (XSXS) 79/100 |
| OpenCritic            | 81/100 (77 %)                          |
| «Критиканство»        | 63/100                                 |
| Иноязычные издания    |                                        |
| Издание               | Оценка                                 |
| Destructoid           | 9/10                                   |
| Digital Trends        | [ 21 ]                                 |
| Edge                  | 8/10                                   |
| Game Informer         | 8,75/10                                |
| GameSpot              | 8/10                                   |
| GamesRadar+           | [ 25 ]                                 |
| Hardcore Gamer        | 4,5/5                                  |
| IGN                   | 8/10                                   |
| PCGamesN              | 8/10                                   |
| PC Gamer (US)         | 89/100                                 |
| Push Square           | [ 30 ]                                 |
| Shacknews             | 9/10                                   |
| VG247                 | [ 32 ]                                 |
| Русскоязычные издания |                                        |
| Издание               | Оценка                                 |
| StopGame.ru           | «Похвально»                            |

Wo Long: Fallen Dynasty получила высокие оценки от профильной прессы и стала самым успешным релизом компании Koei Tecmo в Steam — игре c заметным отрывом удалось обойти дилогию Nioh и другие релизы издательства.